# ناقوسخانه‌های بلژیک و فرانسه
ناقوسخانه‌های بلژیک و فرانسه گروهی از ۵۶ بنای تاریخی است که توسط یونسکو به عنوان میراث جهانی تعیین شده‌است که به عنوان مظهر معماری استقلال مدنی در حال ظهور از نفوذ فئودالی و مذهبی در گذشته‌است. شهرستان فلاندر (منطقه فلاندر فرانسه امروزی در فرانسه و منطقه فلاندر بلژیک) و مناطق همسایه که زمانی مالکیت خانه بورگوندی (در والونیای امروزی بلژیک) بودند شامل این ناقوس‌های می‌شوند.
در ابتدا لیست شامل ۳۲ برج بود که در سال ۲۰۰۵، لیست گسترده شد. بیشتر سازه‌های این لیست برج‌هایی هستند که از ساختمان‌های بزرگتر بیرون زده‌اند. با این حال، تعداد معدودی به‌طور برجسته مستقل هستند که تعدادی از آنها برجهای بازسازی شده‌ای هستند که قبلاً به ساختمانهای مجاور متصل بودند. در حالی که ناقوس خانه اصلی تالار شهر بروکسل در سال ۱۷۱۴ فروریخته بود، و در نتیجه آن در لیست قرار نگرفت، یونسکو کل تالار شهر بروکسل (گراند پلاس) را در میراث جهانی خود قرار داده‌است.

## فهرست ناقوسخانه‌ها
| نام و موقعیت | نام و موقعیت | شهرداری        | استان‌های بلژیک / دپارتمان‌های فرانسه | ناحیه       | کشور   | سال ثبت | شناسه یونسکو |
| ------------ | --- | -------------- | ----------------------------------- | ----------- | ------ | ------- | ------------ |
|              | Schepenhuis, Aalst – Belfry and (Former) City Hall ۵۰°۵۶′۱۹″شمالی ۴°۰۲′۱۹″شرقی / ۵۰٫۹۳۸۶۷۸°شمالی ۴٫۰۳۸۵۲۶°شرقی                                    | الست (بلژیک)   | فلاندر شرقی                         | منطقه ولامس | بلژیک  | ۱۹۹۹    | ۹۴۳–۰۰۱      |
|              | کلیسای جامع بانوی ما (آنتورپ) ۵۱°۱۳′۱۴″شمالی ۴°۲۴′۰۲″شرقی / ۵۱٫۲۲۰۴۶۸°شمالی ۴٫۴۰۰۶۰۵°شرقی                                                         | آنتورپ         | استان آنتورپ                        | منطقه ولامس | بلژیک  | ۱۹۹۹    | ۹۴۳–۰۰۲      |
|              | تالار شهر آنتورپ ۵۱°۱۳′۱۷″شمالی ۴°۲۳′۵۱″شرقی / ۵۱٫۲۲۱۲۶۸°شمالی ۴٫۳۹۷۶۲۴°شرقی                                                                      | آنتورپ         | استان آنتورپ                        | منطقه ولامس | بلژیک  | ۱۹۹۹    | ۹۴۳–۰۰۳      |
|              | Hallentoren belfry and halls of Bruges ۵۱°۱۲′۳۰″شمالی ۳°۱۳′۲۹″شرقی / ۵۱٫۲۰۸۱۹۷°شمالی ۳٫۲۲۴۷۳۷°شرقی                                                | بروخه          | فلاندر غربی                         | منطقه ولامس | بلژیک  | ۱۹۹۹    | ۹۴۳–۰۰۴      |
|              | City Hall with Belfry of Dendermonde ۵۱°۰۱′۵۲″شمالی ۴°۰۵′۵۵″شرقی / ۵۱٫۰۳۱۱۳۴°شمالی ۴٫۰۹۸۵۹۴°شرقی                                                  | داندرموند      | فلاندر شرقی                         | منطقه ولامس | بلژیک  | ۱۹۹۹    | ۹۴۳–۰۰۵      |
|              | City Hall and Belfry of Diksmuide ۵۱°۰۲′۰۱″شمالی ۲°۵۱′۵۲″شرقی / ۵۱٫۰۳۳۷۱۶°شمالی ۲٫۸۶۴۵۷۹°شرقی                                                     | دیکسمویید      | فلاندر غربی                         | منطقه ولامس | بلژیک  | ۱۹۹۹    | ۹۴۳–۰۰۶      |
|              | City Hall with Belfry of Eeklo ۵۱°۱۱′۰۵″شمالی ۳°۳۳′۵۹″شرقی / ۵۱٫۱۸۴۶۳۶°شمالی ۳٫۵۶۶۳۴۴°شرقی                                                        | اکلو           | فلاندر شرقی                         | منطقه ولامس | بلژیک  | ۱۹۹۹    | ۹۴۳–۰۰۷      |
|              | برج ناقوس خنت ۵۱°۰۳′۱۳″شمالی ۳°۴۳′۲۹″شرقی / ۵۱٫۰۵۳۶۵۶°شمالی ۳٫۷۲۴۷۶۲°شرقی                                                                         | خنت            | فلاندر شرقی                         | منطقه ولامس | بلژیک  | ۱۹۹۹    | ۹۴۳–۰۰۸      |
|              | Former City Hall & Lakenhal (cloth hall) of Herentals ۵۱°۱۰′۳۷″شمالی ۴°۵۰′۱۱″شرقی / ۵۱٫۱۷۶۹۵۲°شمالی ۴٫۸۳۶۲۶۱°شرقی                                 | ارانتل         | استان آنتورپ                        | منطقه ولامس | بلژیک  | ۱۹۹۹    | ۹۴۳–۰۰۹      |
|              | Cloth Hall and Belfry of Ypres ۵۰°۵۱′۰۴″شمالی ۲°۵۳′۰۸″شرقی / ۵۰٫۸۵۱۱۸۴°شمالی ۲٫۸۸۵۴۵۱°شرقی                                                        | ایپر           | فلاندر غربی                         | منطقه ولامس | بلژیک  | ۱۹۹۹    | ۹۴۳–۰۱۰      |
|              | Belfry of Kortrijk ۵۰°۴۹′۳۹″شمالی ۳°۱۵′۵۶″شرقی / ۵۰٫۸۲۷۶۳۰°شمالی ۳٫۲۶۵۵۹۵°شرقی                                                                    | کورتریک        | فلاندر غربی                         | منطقه ولامس | بلژیک  | ۱۹۹۹    | ۹۴۳–۰۱۱      |
|              | Belfry of St. Peter's Church and Tower ۵۰°۵۲′۴۷″شمالی ۴°۴۲′۰۳″شرقی / ۵۰٫۸۷۹۷۲۰°شمالی ۴٫۷۰۰۷۸۵°شرقی                                                | لون            | برابانت فلاندر                      | منطقه ولامس | بلژیک  | ۱۹۹۹    | ۹۴۳–۰۱۲      |
|              | City Hall and Belfry Tower of Lier ۵۱°۰۷′۵۲″شمالی ۴°۳۴′۱۲″شرقی / ۵۱٫۱۳۱۱۷۳°شمالی ۴٫۵۶۹۸۹۶°شرقی                                                    | لیر (بلژیک)    | استان آنتورپ                        | منطقه ولامس | بلژیک  | ۱۹۹۹    | ۹۴۳–۰۱۳      |
|              | Town Hall with Belfry of Lo-Reninge ۵۰°۵۸′۵۰″شمالی ۲°۴۴′۵۸″شرقی / ۵۰٫۹۸۰۵۹۸°شمالی ۲٫۷۴۹۳۳۹°شرقی                                                   | لرننژ          | فلاندر غربی                         | منطقه ولامس | بلژیک  | ۱۹۹۹    | ۹۴۳–۰۱۴      |
|              | Old Cloth Hall with Belfry (now part of the modern City Hall complex) ۵۱°۰۱′۴۱″شمالی ۴°۲۸′۵۳″شرقی / ۵۱٫۰۲۷۹۴۸°شمالی ۴٫۴۸۱۲۶۹°شرقی                 | مشلان          | استان آنتورپ                        | منطقه ولامس | بلژیک  | ۱۹۹۹    | ۹۴۳–۰۱۵      |
|              | St. Rumbolds Tower of the Cathedral ۵۱°۰۱′۴۴″شمالی ۴°۲۸′۴۲″شرقی / ۵۱٫۰۲۸۷۷۲°شمالی ۴٫۴۷۸۲۱۰°شرقی                                                   | مشلان          | استان آنتورپ                        | منطقه ولامس | بلژیک  | ۱۹۹۹    | ۹۴۳–۰۱۶      |
|              | City Hall and Adjacent Belfry of Menen ۵۰°۴۷′۴۶″شمالی ۳°۰۷′۱۴″شرقی / ۵۰٫۷۹۶۱۰۹°شمالی ۳٫۱۲۰۶۲۶°شرقی                                                | منن            | فلاندر غربی                         | منطقه ولامس | بلژیک  | ۱۹۹۹    | ۹۴۳–۰۱۷      |
|              | Stadshalle Grain Hall (Market Hall) with Belfry of Nieuwpoort ۵۱°۰۷′۴۵″شمالی ۲°۴۵′۰۸″شرقی / ۵۱٫۱۲۹۲۹۷°شمالی ۲٫۷۵۲۱۱۸°شرقی                         | نیوپر          | فلاندر غربی                         | منطقه ولامس | بلژیک  | ۱۹۹۹    | ۹۴۳–۰۱۸      |
|              | Town Hall of with Belfry of Oudenaarde ۵۰°۵۰′۳۸″شمالی ۳°۳۶′۱۴″شرقی / ۵۰٫۸۴۳۸۳۵°شمالی ۳٫۶۰۳۸۴۱°شرقی                                                | اودنرد         | فلاندر شرقی                         | منطقه ولامس | بلژیک  | ۱۹۹۹    | ۹۴۳–۰۱۹      |
|              | City Hall, Stadshalle (market hall), and Belfry of Roeselare ۵۰°۵۶′۴۱″شمالی ۳°۰۷′۲۸″شرقی / ۵۰٫۹۴۴۶۸۰°شمالی ۳٫۱۲۴۳۶۲°شرقی                          | روسلاره        | فلاندر غربی                         | منطقه ولامس | بلژیک  | ۱۹۹۹    | ۹۴۳–۰۲۰      |
|              | City Hall with Tower of Sint-Truiden ۵۰°۴۸′۵۶″شمالی ۵°۱۱′۱۰″شرقی / ۵۰٫۸۱۵۵۷۰°شمالی ۵٫۱۸۶۱۱۹°شرقی                                                  | سنت ترویدن     | لیمبورگ (بلژیک)                     | منطقه ولامس | بلژیک  | ۱۹۹۹    | ۹۴۳–۰۲۱      |
|              | Hallentoren belfry, Cloth Hall and Aldermen's Chamber ۵۱°۰۰′۰۲″شمالی ۳°۱۹′۳۷″شرقی / ۵۱٫۰۰۰۴۷۱°شمالی ۳٫۳۲۷۰۳۱°شرقی                                 | تیئلت          | فلاندر غربی                         | منطقه ولامس | بلژیک  | ۱۹۹۹    | ۹۴۳–۰۲۲      |
|              | St. Germanus Church with Stadstoren (City Tower) ۵۰°۴۸′۲۱″شمالی ۴°۵۶′۲۰″شرقی / ۵۰٫۸۰۵۹۲۱°شمالی ۴٫۹۳۹۰۱۳°شرقی                                      | تیئنان         | برابانت فلاندر                      | منطقه ولامس | بلژیک  | ۱۹۹۹    | ۹۴۳–۰۲۳      |
|              | Belfry of the Basilica of Our Lady with Stadstoren (City Tower) ۵۰°۴۶′۵۱″شمالی ۵°۲۷′۵۲″شرقی / ۵۰٫۷۸۰۸۵۷°شمالی ۵٫۴۶۴۳۹۸°شرقی                       | تنژران         | لیمبورگ (بلژیک)                     | منطقه ولامس | بلژیک  | ۱۹۹۹    | ۹۴۳–۰۲۴      |
|              | Landhuis ("country-house", former seat of the Viscounty of Veurne-Ambacht) and Belfry ۵۱°۰۴′۲۲″شمالی ۲°۳۹′۴۲″شرقی / ۵۱٫۰۷۲۸۸۴°شمالی ۲٫۶۶۱۵۶۸°شرقی | ورن            | فلاندر غربی                         | منطقه ولامس | بلژیک  | ۱۹۹۹    | ۹۴۳–۰۲۵      |
|              | St. Leonard's Church ۵۰°۵۰′۰۰″شمالی ۵°۰۶′۱۱″شرقی / ۵۰٫۸۳۳۳۱۸°شمالی ۵٫۱۰۳۰۲۴°شرقی                                                                  | زوتلئو         | برابانت فلاندر                      | منطقه ولامس | بلژیک  | ۱۹۹۹    | ۹۴۳–۰۲۶      |
|              | Belfry of the City Hall of Binche ۵۰°۲۴′۳۹″شمالی ۴°۰۹′۵۶″شرقی / ۵۰٫۴۱۰۷۵۰°شمالی ۴٫۱۶۵۵۴۳°شرقی                                                     | بنش (بلژیک)    | استان انو                           | والونی      | بلژیک  | ۱۹۹۹    | ۹۴۳–۰۲۷      |
|              | Belfry of the City Hall of Charleroi ۵۰°۲۴′۴۵″شمالی ۴°۲۶′۳۸″شرقی / ۵۰٫۴۱۲۵۳۷°شمالی ۴٫۴۴۳۸۸۷°شرقی                                                  | شارلروآ        | استان انو                           | والونی      | بلژیک  | ۱۹۹۹    | ۹۴۳–۰۲۸      |
|              | Belfry of Mons ۵۰°۲۷′۱۵″شمالی ۳°۵۷′۰۰″شرقی / ۵۰٫۴۵۴۱۱۰°شمالی ۳٫۹۴۹۹۷۶°شرقی                                                                        | مون (بلژیک)    | استان انو                           | والونی      | بلژیک  | ۱۹۹۹    | ۹۴۳–۰۲۹      |
|              | Belfry of Namur ۵۰°۲۷′۵۰″شمالی ۴°۵۲′۰۱″شرقی / ۵۰٫۴۶۳۸۹۰°شمالی ۴٫۸۶۷۰۶۲°شرقی                                                                       | نمور، بلژیک    | استان نامور                         | والونی      | بلژیک  | ۱۹۹۹    | ۹۴۳–۰۳۰      |
|              | Belfry of Thuin ۵۰°۲۰′۲۳″شمالی ۴°۱۷′۱۵″شرقی / ۵۰٫۳۳۹۶۳۷°شمالی ۴٫۲۸۷۵۴۱°شرقی                                                                       | توئن           | استان انو                           | والونی      | بلژیک  | ۱۹۹۹    | ۹۴۳–۰۳۱      |
|              | Belfry of Tournai ۵۰°۳۶′۲۱″شمالی ۳°۲۳′۱۷″شرقی / ۵۰٫۶۰۵۸۱۲°شمالی ۳٫۳۸۸۰۰۵°شرقی                                                                     | تورنه          | استان انو                           | والونی      | بلژیک  | ۱۹۹۹    | ۹۴۳–۰۳۲      |
|              | Belfry of the City Hall of Armentières ۵۰°۴۱′۱۱″شمالی ۲°۵۲′۵۷″شرقی / ۵۰٫۶۸۶۴۵°شمالی ۲٫۸۸۲۴°شرقی                                                   | ارمانتیر       | نر (دپارتمان فرانسه)                | او-دو-فرانس | فرانسه | ۲۰۰۵    | ۹۴۳–۰۳۳      |
|              | Belfry of the City Hall of Bailleul ۵۰°۴۴′۲۳″شمالی ۲°۴۴′۰۴″شرقی / ۵۰٫۷۳۹۷°شمالی ۲٫۷۳۴۴°شرقی                                                       | Bailleul       | نر (دپارتمان فرانسه)                | او-دو-فرانس | فرانسه | ۲۰۰۵    | ۹۴۳–۰۳۴      |
|              | Belfry of Bergues ۵۰°۵۸′۰۵″شمالی ۲°۲۵′۵۸″شرقی / ۵۰٫۹۶۸۰°شمالی ۲٫۴۳۲۷°شرقی                                                                         | برگس           | نر (دپارتمان فرانسه)                | او-دو-فرانس | فرانسه | ۲۰۰۵    | ۹۴۳–۰۳۵      |
|              | Belfry of St. Martin's Church ۵۰°۱۰′۲۷″شمالی ۳°۱۳′۵۶″شرقی / ۵۰٫۱۷۴۲°شمالی ۳٫۲۳۲۱۲۷°شرقی                                                           | کمبره          | نر (دپارتمان فرانسه)                | او-دو-فرانس | فرانسه | ۲۰۰۵    | ۹۴۳–۰۳۶      |
|              | Belfry of the City Hall of Comines ۵۰°۴۵′۵۵″شمالی ۳°۰۰′۲۶″شرقی / ۵۰٫۷۶۵۳°شمالی ۳٫۰۰۷۲°شرقی                                                        | Comines        | نر (دپارتمان فرانسه)                | او-دو-فرانس | فرانسه | ۲۰۰۵    | ۹۴۳–۰۳۷      |
|              | Belfry of the City Hall of Douai ۵۰°۲۲′۰۴″شمالی ۳°۰۴′۵۰″شرقی / ۵۰٫۳۶۷۹°شمالی ۳٫۰۸۰۵°شرقی                                                          | دوئه           | نر (دپارتمان فرانسه)                | او-دو-فرانس | فرانسه | ۲۰۰۵    | ۹۴۳–۰۳۸      |
|              | Belfry of Dunkirk ۵۱°۰۲′۰۸″شمالی ۲°۲۲′۳۵″شرقی / ۵۱٫۰۳۵۶°شمالی ۲٫۳۷۶۳°شرقی                                                                         | دانکرک         | نر (دپارتمان فرانسه)                | او-دو-فرانس | فرانسه | ۲۰۰۵    | ۹۴۳–۰۳۹      |
|              | Belfry of the City Hall of Dunkirk ۵۱°۰۲′۱۵″شمالی ۲°۲۲′۳۶″شرقی / ۵۱٫۰۳۷۶°شمالی ۲٫۳۷۶۸°شرقی                                                        | دانکرک         | نر (دپارتمان فرانسه)                | او-دو-فرانس | فرانسه | ۲۰۰۵    | ۹۴۳–۰۴۰      |
|              | Belfry of Gravelines ۵۰°۵۹′۱۲″شمالی ۲°۰۷′۳۴″شرقی / ۵۰٫۹۸۶۸°شمالی ۲٫۱۲۶۱°شرقی                                                                      | Gravelines     | نر (دپارتمان فرانسه)                | او-دو-فرانس | فرانسه | ۲۰۰۵    | ۹۴۳–۰۴۱      |
|              | Belfry of the City Hall of Lille ۵۰°۳۷′۵۰″شمالی ۳°۰۴′۱۱″شرقی / ۵۰٫۶۳۰۶°شمالی ۳٫۰۶۹۸°شرقی                                                          | لیل (فرانسه)   | نر (دپارتمان فرانسه)                | او-دو-فرانس | فرانسه | ۲۰۰۵    | ۹۴۳–۰۴۲      |
|              | Belfry of the City Hall of Loos ۵۰°۳۶′۵۴″شمالی ۳°۰۰′۵۳″شرقی / ۵۰٫۶۱۵۰۷°شمالی ۳٫۰۱۴۷۷°شرقی                                                         | لو، نور        | نر (دپارتمان فرانسه)                | او-دو-فرانس | فرانسه | ۲۰۰۵    | ۹۴۳–۰۴۳      |
|              | Belfry of the City Hall of Aire-sur-la-Lys ۵۰°۳۸′۱۹″شمالی ۲°۲۳′۴۷″شرقی / ۵۰٫۶۳۸۵°شمالی ۲٫۳۹۶۳°شرقی                                                | ایری-سو-لا-لیس | پا-دو-کاله                          | او-دو-فرانس | فرانسه | ۲۰۰۵    | ۹۴۳–۰۴۴      |
|              | Belfry of the City Hall of Arras ۵۰°۱۷′۲۸″شمالی ۲°۴۶′۳۷″شرقی / ۵۰٫۲۹۱۱°شمالی ۲٫۷۷۷۰°شرقی                                                          | آراس           | پا-دو-کاله                          | او-دو-فرانس | فرانسه | ۲۰۰۵    | ۹۴۳–۰۴۵      |
|              | Belfry of Béthune ۵۰°۳۱′۵۲″شمالی ۲°۳۸′۲۱″شرقی / ۵۰٫۵۳۱۰°شمالی ۲٫۶۳۹۲°شرقی                                                                         | بتوون          | پا-دو-کاله                          | او-دو-فرانس | فرانسه | ۲۰۰۵    | ۹۴۳–۰۴۶      |
|              | Belfry of the City Hall of Boulogne-sur-Mer ۵۰°۴۳′۳۰″شمالی ۱°۳۶′۴۸″شرقی / ۵۰٫۷۲۵۰°شمالی ۱٫۶۱۳۲°شرقی                                               | بولون-سور-مر   | پا-دو-کاله                          | او-دو-فرانس | فرانسه | ۲۰۰۵    | ۹۴۳–۰۴۷      |
|              | Belfry of the City Hall of Calais ۵۰°۵۷′۱۰″شمالی ۱°۵۱′۱۵″شرقی / ۵۰٫۹۵۲۹°شمالی ۱٫۸۵۴۲°شرقی                                                         | کاله (فرانسه)  | پا-دو-کاله                          | او-دو-فرانس | فرانسه | ۲۰۰۵    | ۹۴۳–۰۴۸      |
|              | Belfry of the City Hall of Hesdin ۵۰°۲۲′۲۳″شمالی ۲°۰۲′۱۱″شرقی / ۵۰٫۳۷۳۰°شمالی ۲٫۰۳۶۳°شرقی                                                         | Hesdin         | پا-دو-کاله                          | او-دو-فرانس | فرانسه | ۲۰۰۵    | ۹۴۳–۰۴۹      |
|              | Belfry of Abbeville ۵۰°۰۶′۲۶″شمالی ۱°۴۹′۵۸″شرقی / ۵۰٫۱۰۷۳°شمالی ۱٫۸۳۲۹°شرقی                                                                       | ابویل          | سم (فرانسه)                         | او-دو-فرانس | فرانسه | ۲۰۰۵    | ۹۴۳–۰۵۰      |
|              | Belfry of Somme ۴۹°۵۳′۴۴″شمالی ۲°۱۷′۴۶″شرقی / ۴۹٫۸۹۵۵°شمالی ۲٫۲۹۶۰°شرقی                                                                           | آمین (شهر)     | سم (فرانسه)                         | او-دو-فرانس | فرانسه | ۲۰۰۵    | ۹۴۳–۰۵۱      |
|              | Belfry of the former Municipal Hall of Doullens ۵۰°۰۹′۱۹″شمالی ۲°۲۰′۲۸″شرقی / ۵۰٫۱۵۵۴°شمالی ۲٫۳۴۱۰°شرقی                                           | Doullens       | سم (فرانسه)                         | او-دو-فرانس | فرانسه | ۲۰۰۵    | ۹۴۳–۰۵۲      |
|              | Belfry on the remaining City Gate of Lucheux ۵۰°۱۱′۵۰″شمالی ۲°۲۴′۴۰″شرقی / ۵۰٫۱۹۷۱°شمالی ۲٫۴۱۱۲°شرقی                                              | Lucheux        | سم (فرانسه)                         | او-دو-فرانس | فرانسه | ۲۰۰۵    | ۹۴۳–۰۵۳      |
|              | Belfry of Rue ۵۰°۱۶′۲۱″شمالی ۱°۴۰′۰۷″شرقی / ۵۰٫۲۷۲۵°شمالی ۱٫۶۶۸۷°شرقی                                                                             | Rue            | سم (فرانسه)                         | او-دو-فرانس | فرانسه | ۲۰۰۵    | ۹۴۳–۰۵۴      |
|              | Belfry of Saint-Riquier ۵۰°۰۸′۰۳″شمالی ۱°۵۶′۴۷″شرقی / ۵۰٫۱۳۴۲°شمالی ۱٫۹۴۶۴°شرقی                                                                   | Saint-Riquier  | سم (فرانسه)                         | او-دو-فرانس | فرانسه | ۲۰۰۵    | ۹۴۳–۰۵۵      |
|              | Belfry of Gembloux ۵۰°۳۳′۳۹″شمالی ۴°۴۱′۳۵″شرقی / ۵۰٫۵۶۰۷۹۹°شمالی ۴٫۶۹۲۹۶۸°شرقی                                                                    | ژامبلو         | استان نامور                         | والونی      | بلژیک  | ۲۰۰۵    | ۹۴۳–۰۵۶      |